# Província de Tui
A província de Tui foi uma das sete províncias que dividiu a Galícia na Idade Moderna, até a nova divisão provincial de 1833, em que passou a ser integrada na nova província de Pontevedra, onde atualmente constitui o seu território mais meridional. Foi uma das últimas a serem criadas, aparecendo por volta de 1550. Sua capital era a cidade episcopal de Tui.

## História

### Limites
Sua extensão era de 1 656 km² e limitava a Norte com a antiga província de Santiago, e a Leste com a de Ourense. A Sul limitava-se com Portugal pelo rio Minho e a Oeste o limite era com o Oceano Atlântico. Em relação a Santiago, os limites estavam marcados pelo rio Verdugo e iam dali ao extremo norte da serra do Suído (Marco da Corcheta). Limitava com a antiga província de Ourense à altura da confluência entre o pequeno arroio Barxas e o rio Minho, na margem direita deste; dali seguia ao norte, pelos picos dos montes de Barcia do Seixo, até chegar ao mencionado Marco da Corcheta, onde também confluía a província de Santiago.
Ao contrário do que possa parecer, estes limites não coincidiam com os da diocese tudense, pois esta se estendia até localidades de Ourense e Portugal.

### Cidades
As localidades mais importantes foram, em princípio, Tui, que era e continua sendo a sede episcopal, A Guarda, Baiona e Redondela, a partir do século XVIII começou a se destacar Vigo.

### Subdivisões
A província foi dividida em jurisdições, principalmente (Tui, Vigo, Fragoso, Tomiño, Gondomar, Tebra, Baiona e Miñor, Redondela e Reboreda, Valadares, Salvaterra, Crecente, Arbo, Achas, etc) e alguns coutos (Goián, Picoña, Entenza, Parderrubias, Saxamonde, Zamáns, etc).

### Valor administrativo
Como ocorria com outras antigas províncias, não tinham as funções administrativas que passaram a ter no período liberal. Seu valor era fiscal, para a repartição de impostos, pagos através da capital da província, ou seja, Tui. Seu outro papel era o administrativo, pois os deputados da Junta de Galícia se distribuíam de acordo com estas mesmas capitais provinciais. 